# Triathlon ai I Giochi europei
Le gare di triathlon ai I Giochi europei sono state disputate a Baku il 13 e 14 giugno 2015.

## Podi
| Specialità     | Oro           | Argento       | Bronzo            |
| Gara maschile  | Gordon Benson | João Silva    | Rostyslav Pevtsov |
| Gara femminile | Nicola Spirig | Rachel Klamer | Lisa Nordén       |